# Buiucani

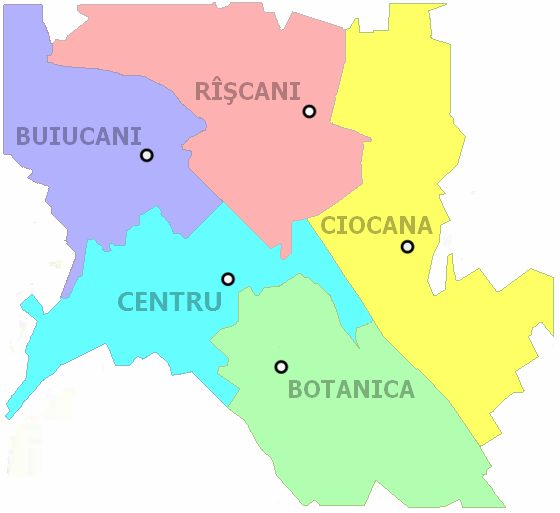
Sektor Buiucani zaznaczony kolorem fioletowym

Buiucani – jeden z pięciu sektorów w stolicy Mołdawii, Kiszyniowie. W 2004 roku liczył ok. 108 tys. mieszkańców.